# Olios stictopus
Olios stictopus är en spindelart som först beskrevs av Pocock 1898.  Olios stictopus ingår i släktet Olios och familjen jättekrabbspindlar. Inga underarter finns listade i Catalogue of Life.